# Pygidium

Anatomie d'un trilobite.

Le terme de pygidium (du grec πυγή / pygí, « fesse ; anus ») désigne l'ensemble des tergites abdominaux caractérisés par l'absence d'appendices natatoires ou ambulatoires. Il se différencie du telson qui désigne la dernière partie du corps des arthropodes.